# Републикански път III-1401
Републикански път IIІ-1401 е третокласен път, част от Републиканската пътна мрежа на България, преминаващ изцяло по територията на Видинска област. Дължината му е 43,3 km.
Пътят се отклонява наляво при 39,4 km на Републикански път II-14, на 2 km преди ГКПП Връшка чука, като по цялото си протежение преминава по границата между Западния Предбалкан и Западна Стара планина — планината Бабин нос и последователно пресича най-горните течения на реките Войнишка, Видбол, Арчар и Салашка. Преминава през селата Киреево, Раковица, Подгоре, Раяновци, Ошане и Вещица и достига до центъра на град Белоградчик, където се свързва с Републикански път III-102 при неговия 15,7 km.
| Пътища, отклоняващи се надясно (населено място, № на пътя, посока на пътя) | km   | Пътища, отклоняващи се наляво (посока на пътя, № на пътя, населено място) |
| -------------------------------------------------------------------------- | ---- | ------------------------------------------------------------------------- |
| Община Кула, II-14, 39,4 km ←                                              | 0,0  | ← 39,4 km, II-14, Община Кула                                             |
| Община Макреш                                                              | 1,7  | Община Макреш                                                             |
| с. Киреево                                                                 | 6,7  | с. Киреево                                                                |
| с. Раковица                                                                | 14,0 | ← с. Раковица, 13,9 km, III-1412 (от 11,9 km на III-141)                  |
| с. Подгоре                                                                 | 16,0 | → с. Подгоре, 0 km, III-1403 (до 37,5 km на I-1)                          |
| Община Белоградчик                                                         | 18,7 | Община Белоградчик                                                        |
|                                                                            | 21,0 | ← 21 km, III-1104 (от с. Кладоруб)                                        |
| с. Раяновци                                                                | 22,8 | с. Раяновци                                                               |
| с. Ошане                                                                   | 27,4 | с. Ошане                                                                  |
|                                                                            | 30   | → общински път (за с. Рабиша)                                             |
| (за с. Струиндол) общински път, с. Вещица ←                                | 32,3 | с. Вещица                                                                 |
| (до Белоградчишки проход) III-1102, 33,7 km ←                              | 34,4 | ← 33,7 km, III-1102 (от с. Арчар)                                         |
| (за с. Дъбравка) общински път ←                                            | 38,1 |                                                                           |
| (до гр. Монтана) III-102, 15,7 km, гр. Белоградчик ←                       | 43,3 | ← гр. Белоградчик, 15,7 km, III-102 (от 44,2 km на I-1)                   |